# Prémios do Cinema Europeu de 1992
A 5ª Edição dos Prémios do Cinema Europeu (em inglês: 5th European Film Awards) foi apresentada no dia 25 de novembro de 1992. Esta edição ocorreu em Potsdam, Alemanha.

## Vencedores e nomeados
A cor de fundo       indica os vencedores.

### Melhor filme
| Filme                   | Título no Brasil        | Título em Portugal       | Diretor/Realizador | Produção (país)    |
| ----------------------- | ----------------------- | ------------------------ | ------------------ | ------------------ |
| Il ladro di bambini     | O Ladrão de Crianças    | O Ladrão de Crianças     | Gianni Amelio      | Itália             |
| La Vie de bohème        |                         | A Vida de Boémia         | Aki Kaurismäki     | Finlândia / França |
| Les Amants du Pont-Neuf | Os Amantes de Pont-Neuf | Os Amantes da Ponte Nova | Leos Carax         | França             |

### Melhor primeiro filme
| Filme            | Título no Brasil | Título em Portugal | Diretor/Realizador | Produção (país) |
| ---------------- | ---------------- | ------------------ | ------------------ | --------------- |
| De noorderlingen | Os do Norte      |                    | Alex van Warmerdam | Países Baixos   |
| Nord             |                  |                    | Xavier Beauvois    | França          |
| Trys dienos      |                  | Três Dias          | Sharunas Bartas    | Lituânia        |

### Melhor ator
| Ator            | Nacionalidade (país) | Filme                   | Título no Brasil        | Título em Portugal       |
| --------------- | -------------------- | ----------------------- | ----------------------- | ------------------------ |
| Matti Pellonpää | Finlândia            | La Vie de Bohème        |                         | A Vida de Boémia         |
| Denis Lavant    | França               | Les Amants du Pont-Neuf | Os Amantes de Pont-Neuf | Os Amantes da Ponte Nova |
| Enrico Lo Verso | Itália               | Il ladro di bambini     | O Ladrão de Crianças    | O Ladrão de Crianças     |

### Melhor atriz
| Atriz              | Nacionalidade (país) | Filme                                   | Título no Brasil        | Título em Portugal       |
| ------------------ | -------------------- | --------------------------------------- | ----------------------- | ------------------------ |
| Juliette Binoche   | França               | Les amants du Pont-Neuf                 | Os Amantes de Pont-Neuf | Os Amantes da Ponte Nova |
| Johanna ter Steege | Países Baixos        | Édes Emma, drága Böbe - vázlatok, aktok |                         | Queridas Amigas          |
| Barbara Sukowa     | Alemanha             | Europa                                  |                         | Europa                   |

### Melhor ator secundário
| Ator                | Nacionalidade (país) | Filme            | Título no Brasil | Título em Portugal |
| ------------------- | -------------------- | ---------------- | ---------------- | ------------------ |
| André Wilms         | França               | La Vie de Bohème |                  | A Vida de Boémia   |
| Väino Laes          | Estónia              | Rahu tänav       |                  |                    |
| Ernst-Hugo Järegård | Suécia               | Europa           |                  | Europa             |

### Melhor atriz secundária
| Atriz        | Nacionalidade (país) | Filme                     | Título no Brasil | Título em Portugal |
| ------------ | -------------------- | ------------------------- | ---------------- | ------------------ |
| Ghita Nørby  | Dinamarca            | Freud flyttar hemifrån... |                  |                    |
| Évelyne Didi | França               | La Vie de Bohème          |                  | A Vida de Boémia   |
| Bulle Ogier  | França               | Nord                      |                  |                    |

### Melhor argumentista/roteirista
| Argumentista/Roteirista | Nacionalidade (país) | Filme                                   | Título no Brasil | Título em Portugal |
| ----------------------- | -------------------- | --------------------------------------- | ---------------- | ------------------ |
| István Szabó            | Hungria              | Édes Emma, drága Böbe - vázlatok, aktok |                  | Queridas Amigas    |

### Melhor compositor
| Compositor            | Nacionalidade (país) | Filme            | Título no Brasil | Título em Portugal |
| --------------------- | -------------------- | ---------------- | ---------------- | ------------------ |
| Vincent van Warmerdam | Países Baixos        | De Noorderlingen | Os do Norte      |                    |

### Melhor diretor de fotografia
| Diretor de fotografia | Nacionalidade (país) | Filme                   | Título no Brasil        | Título em Portugal       |
| --------------------- | -------------------- | ----------------------- | ----------------------- | ------------------------ |
| Jean-Yves Escoffier   | França               | Les Amants du Pont-Neuf | Os Amantes de Pont-Neuf | Os Amantes da Ponte Nova |

### Melhor montador/editor
| Montador/Editor | Nacionalidade (país) | Filme                   | Título no Brasil        | Título em Portugal       |
| --------------- | -------------------- | ----------------------- | ----------------------- | ------------------------ |
| Nelly Quettier  | França               | Les Amants du Pont-Neuf | Os Amantes de Pont-Neuf | Os Amantes da Ponte Nova |

### Melhor diretor de arte
| Diretor de arte | Nacionalidade (país) | Filme            | Título no Brasil | Título em Portugal |
| --------------- | -------------------- | ---------------- | ---------------- | ------------------ |
| Rikke Jelier    |                      | De Noorderlingen | Os do Norte      |                    |

### Melhor documentário
| Documentário | Título no Brasil | Título em Portugal | Diretor/Realizador | Produção (país) |
| ------------ | ---------------- | ------------------ | ------------------ | --------------- |
| Neregiu zeme |                  |                    | Audrius Stonys     | Lituânia        |

### Prémio de carreira
- Billy Wilder

### Prémio de mérito
- Museum of the Moving Image

### Menções especiais
| Filme                | Diretor/Realizador | Produção (país) |
| -------------------- | ------------------ | --------------- |
| Dostoevsky's Travels | Paweł Pawlikowski  | Reino Unido     |
| Les amants d'assises | Manu Bonmariage    | Bélgica         |

## Netografia
- «Vencedores dos EFA 1992» (em inglês)
- «Nomeados para os EFA 1992» (em inglês)